# Jaden Marchan
Jaden Marchan (* 25. Juli 2006) ist ein Leichtathlet aus Trinidad und Tobago, der sich auf den Sprint spezialisiert hat.

## Sportliche Laufbahn
Erste Erfahrungen bei internationalen Meisterschaften sammelte Jaden Marchan im Jahr 2024, als er bei den Olympischen Sommerspielen in Paris mit der nationalen 4-mal-400-Meter-Staffel mit 3:06,73 min im Vorlauf ausschied.

## Persönliche Bestzeiten
- 400 Meter: 46,30 s, 29. Juni 2024 in Port-of-Spain
  - 400 Meter (Halle): 47,41 s, 10. März 2024 in Boston